# Pelotas
Pelotas est une ville brésilienne du Sud-Est de l'État du Rio Grande do Sul, faisant partie de la microrégion de Pelotas et située à 246 km au sud-ouest de Porto Alegre, capitale de l'État. L'accès s'y fait par les  BR-116 et BR-392/471.

## Histoire
La première référence historique de l'apparition de la Municipalité date de juin 1758, par le biais de la donation de terres des bords de la Lagoa dos Patos que Gomes Freire de Andrade, comte de Bobadela, fit au colonel Tomás Luís Osório. Fuyant l'invasion espagnole de 1763, beaucoup des habitants de la Vila de Rio Grande cherchèrent refuge sur les terres appartenant à Osório. Se joignirent ensuite à eux des bannis de Colonia del Sacramento, ville qui fut livrée en 1777 par les Portugais aux Espagnols, selon les modalités du Traité de San Ildefonso signé entre les deux pays.
En 1780, le Portugais José Pinto Martins, qui abandonnait le Ceará à cause de la sécheresse, fonda sur les rives de l'Arroio Pelotas la première Charqueada (salaison de viande). La prospérité de l'établissement, favorisé par la localisation du lieu, stimula l'installation d'autres fabriques du même genre et la croissance économique de la région, donnant origine à la localité qui deviendra la ville de Pelotas.
La paroisse de São Francisco de Paula, fondée le 7 juillet 1812 sur l'initiative du père Pedro Pereira de Mesquita, fut élevée à la catégorie de bourg le 7 avril 1832. Trois ans plus tard, le président de la province, Antônio Rodrigues Fernandes Braga, le transforma en ville avec le nom de Pelotas, suggestion faite par le député Francisco Xavier Pereira. Ce nom tire son origine des embarcations de liège doublée de cuir utilisées pour traverser les rivières à l'époque des charqueadas.
La grande expansion des salaisons fit considérer Pelotas comme la vraie capitale économique de la province, s'impliquant dans toutes les grandes causes civiques.
L'invention des frigorifiques, au début du XXe siècle, fit effondrer le secteur de la conservation de la viande par salage et séchage et mit l'économie de la région en berne.

## Géographie
La ville est située sur les bords du canal São Gonçalo qui relie les lagoas dos Patos et Mirim, les deux plus grandes lagunes du Brésil. Le climat est subtropical tempéré, avec des températures pouvant aller de 23,3 °C en janvier à 12,2 °C en juillet, mois le plus froid de l'année. Le mois le plus pluvieux est février, avec 144 mm de précipitations. La température moyenne de la ville est de 17,6 °C et la moyenne pluviométrique annuelle est de 1 200 mm. La ville se situe à 55 km de distance de l'océan Atlantique et possède une plage lacustre (sur la Lagoa dos Patos) du nom de Laranjal.
 Dans les environs se trouvent des marais et quelques dunes de sable éparses.

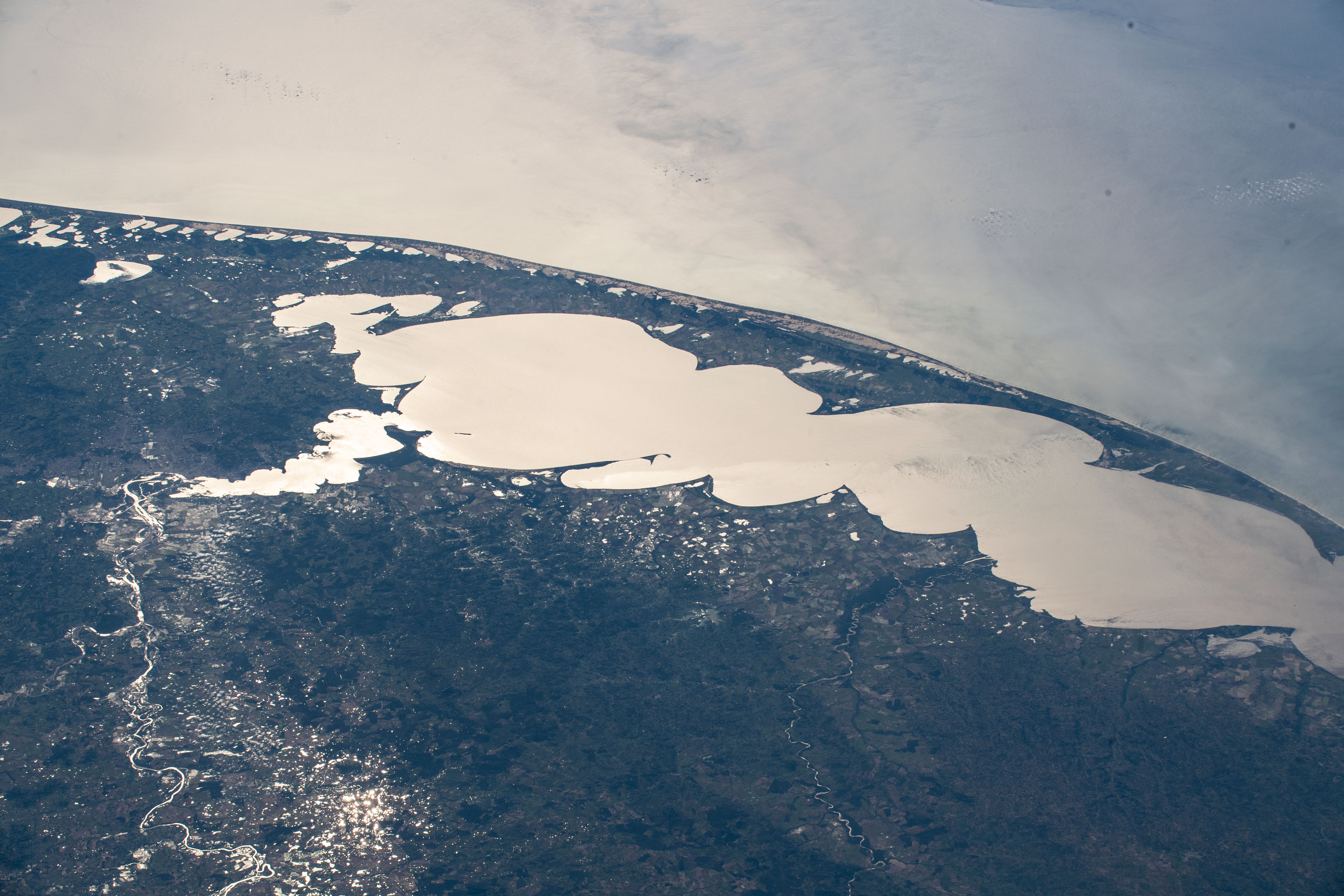
Lagoas dos Patos.
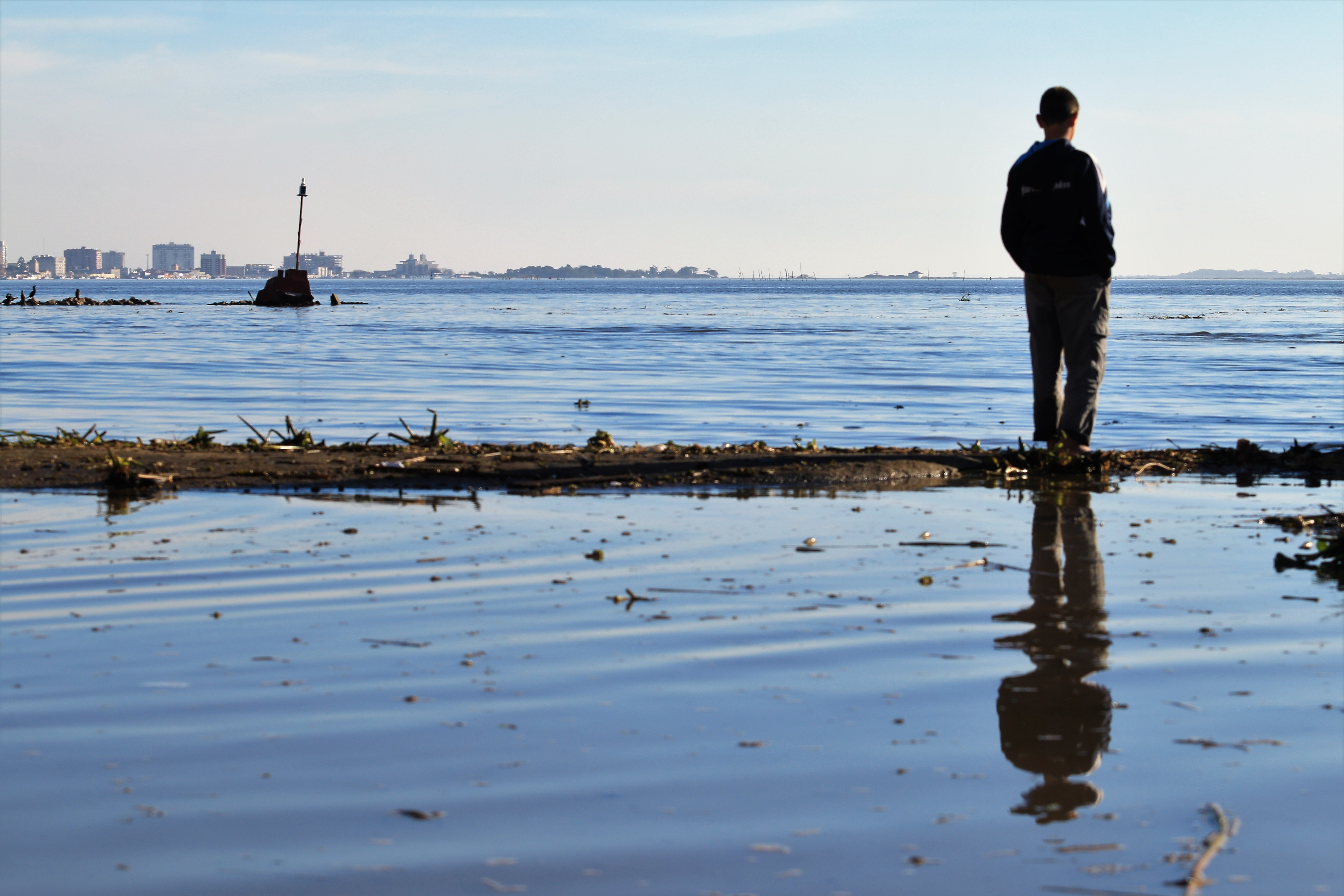
Inondations dans la lagoas dos Patos, comme en mai 2024 à Pelotas[2].
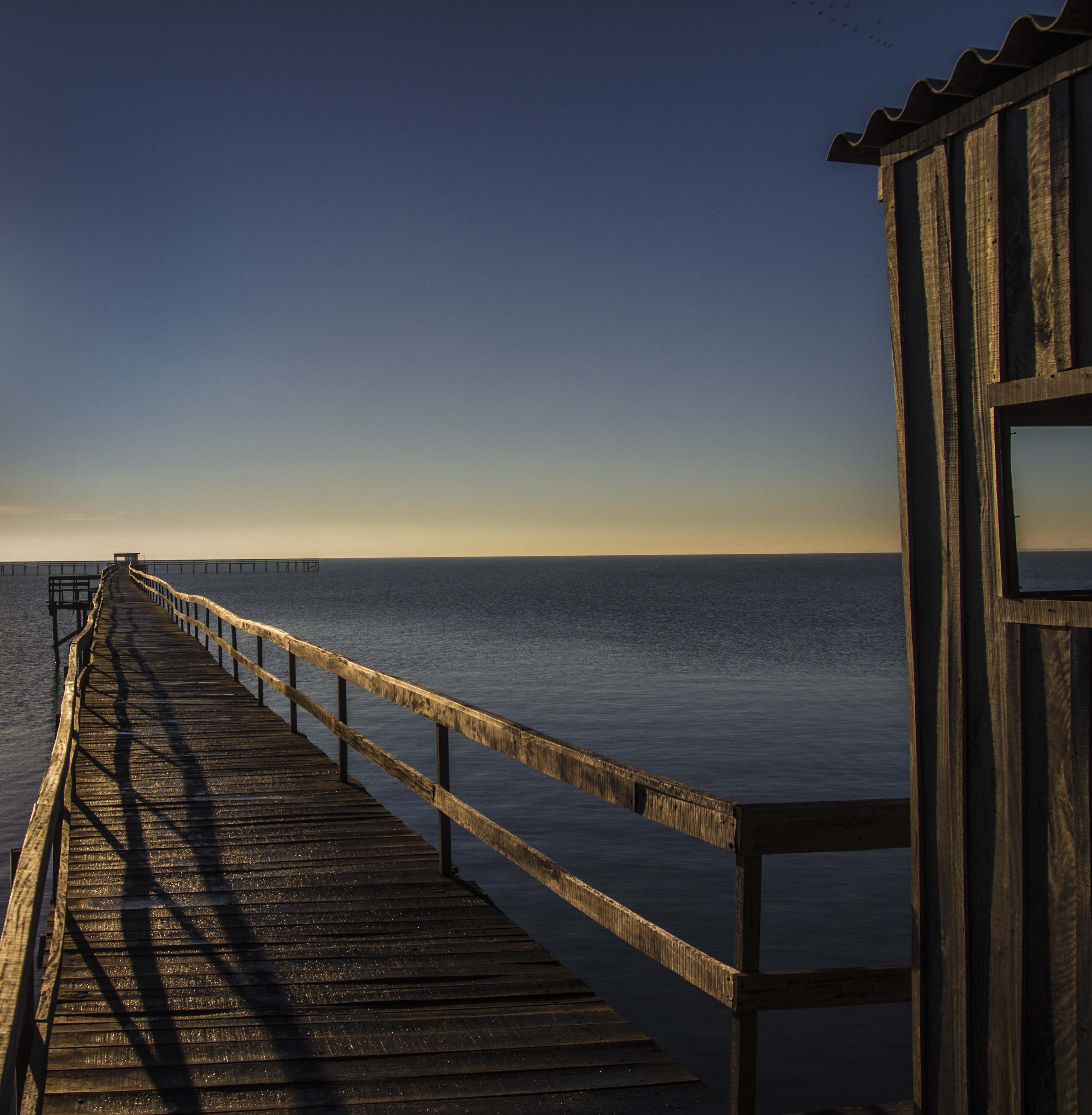
Jetée de la plage de Laranjal.

## Peuplement et religions
La principale immigration de la région fut celle des Portugais, surtout originaires des îles des Açores, qui influèrent profondément sur la culture de la ville, principalement en matière culinaire et architecturale.
L'autre grande immigration fut celle des Allemands (de Poméranie), qui se fixèrent dans les zones rurales de la municipalité, contrairement aux Portugais qui s'installèrent en zone urbaine. La cité abrite aussi des Afro-Brésiliens descendants d'esclaves, des descendants d'Italiens, de Polonais, de Français, de Juifs et d'Arabes. Le nombre de ceux des Amérindiens, bien que méconnu, est considéré comme étant infime.
Quant à la religion, la majorité des Pelotenses (environ 70 %) affirme être de culte catholique romain, suivi des religions protestantes (surtout parmi la population d'origine allemande), telles que les Églises luthérienne et anglicane. Le Spiritisme et les rituels afro-brésiliens (tels que l'Umbanda et le Candomblé) se doivent aussi d'être mentionnés.

## Galerie

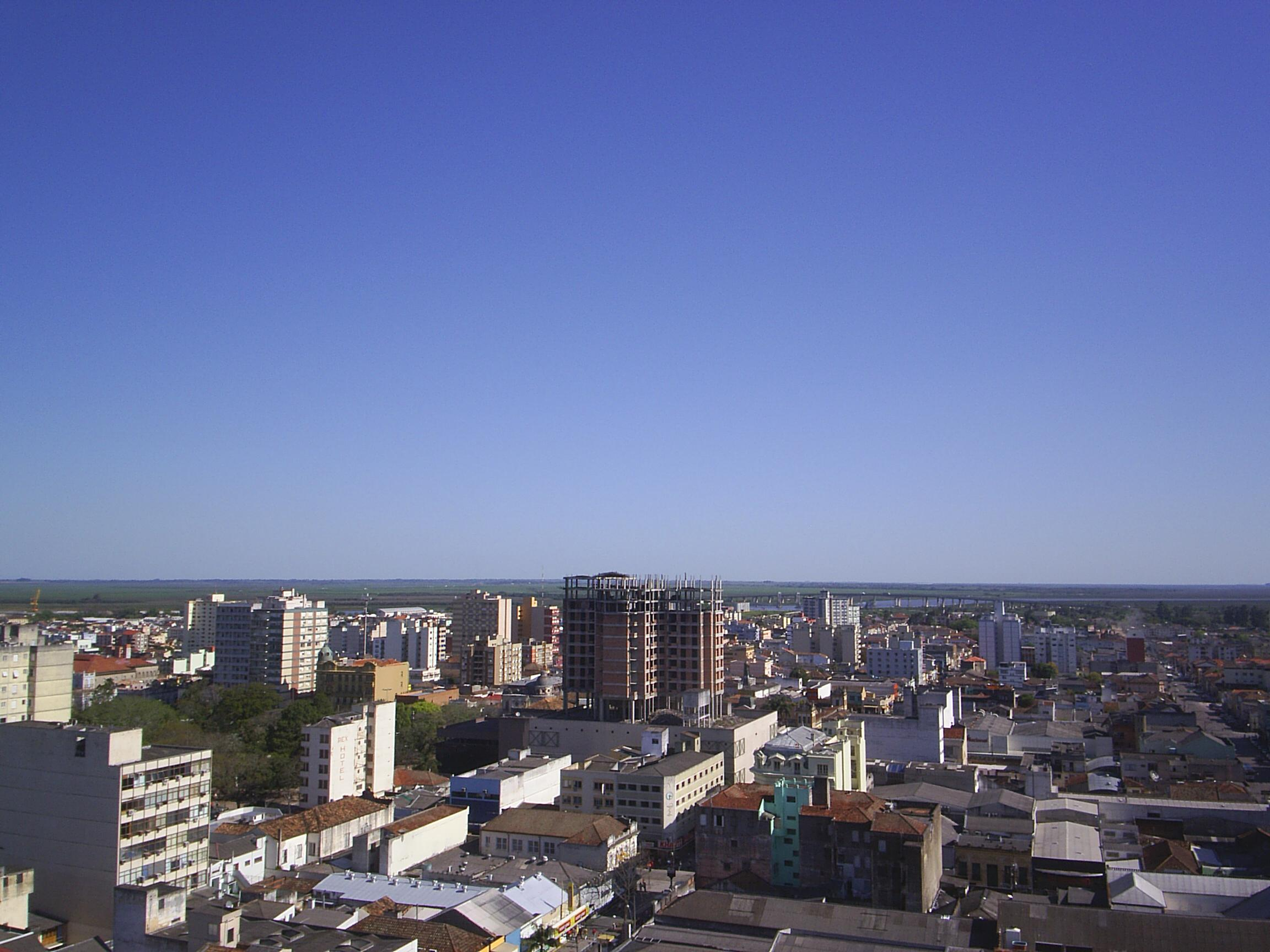
Vue partielle du centre.
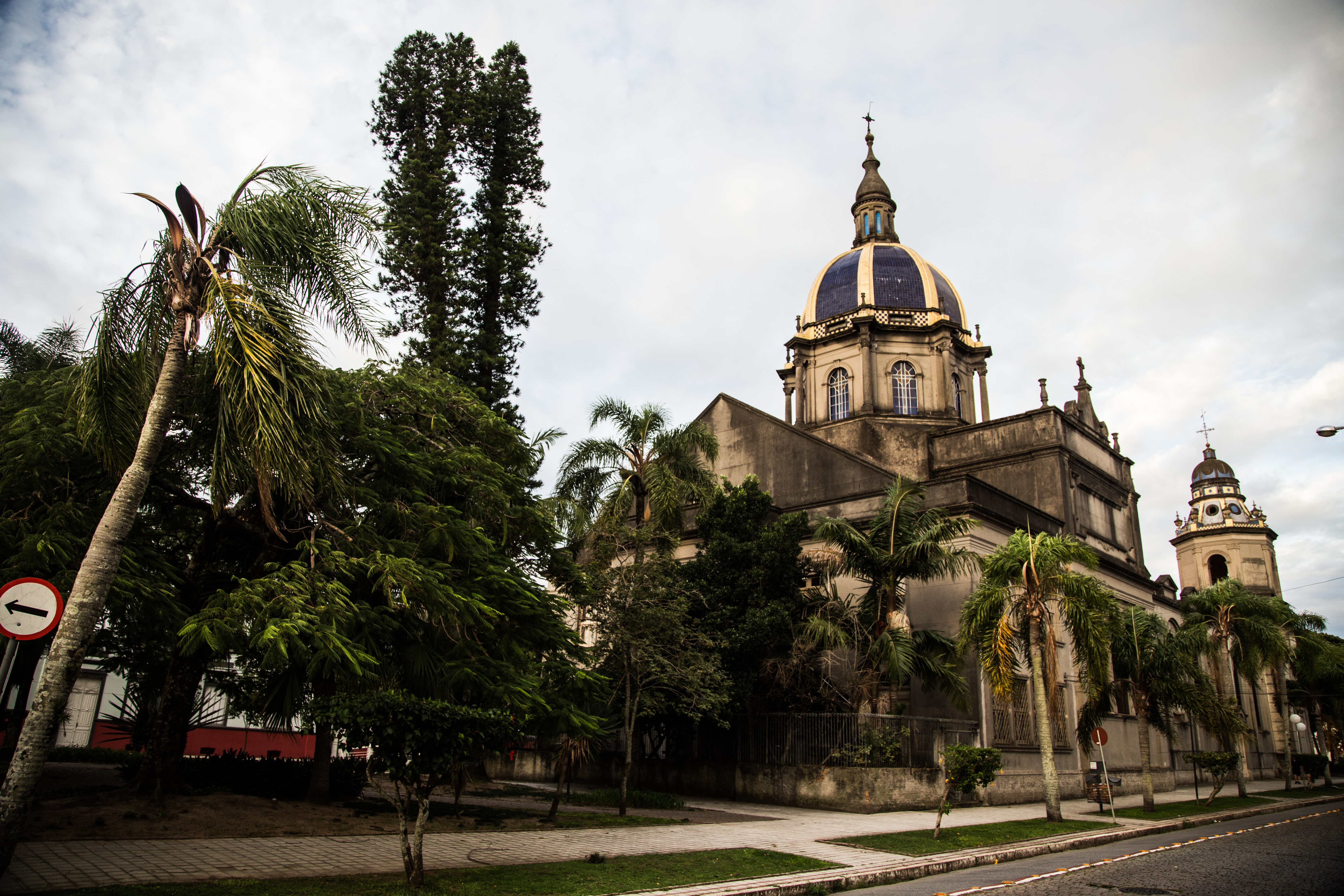
Catedral São Francisco de Paula (Saint-François-de-Paule).
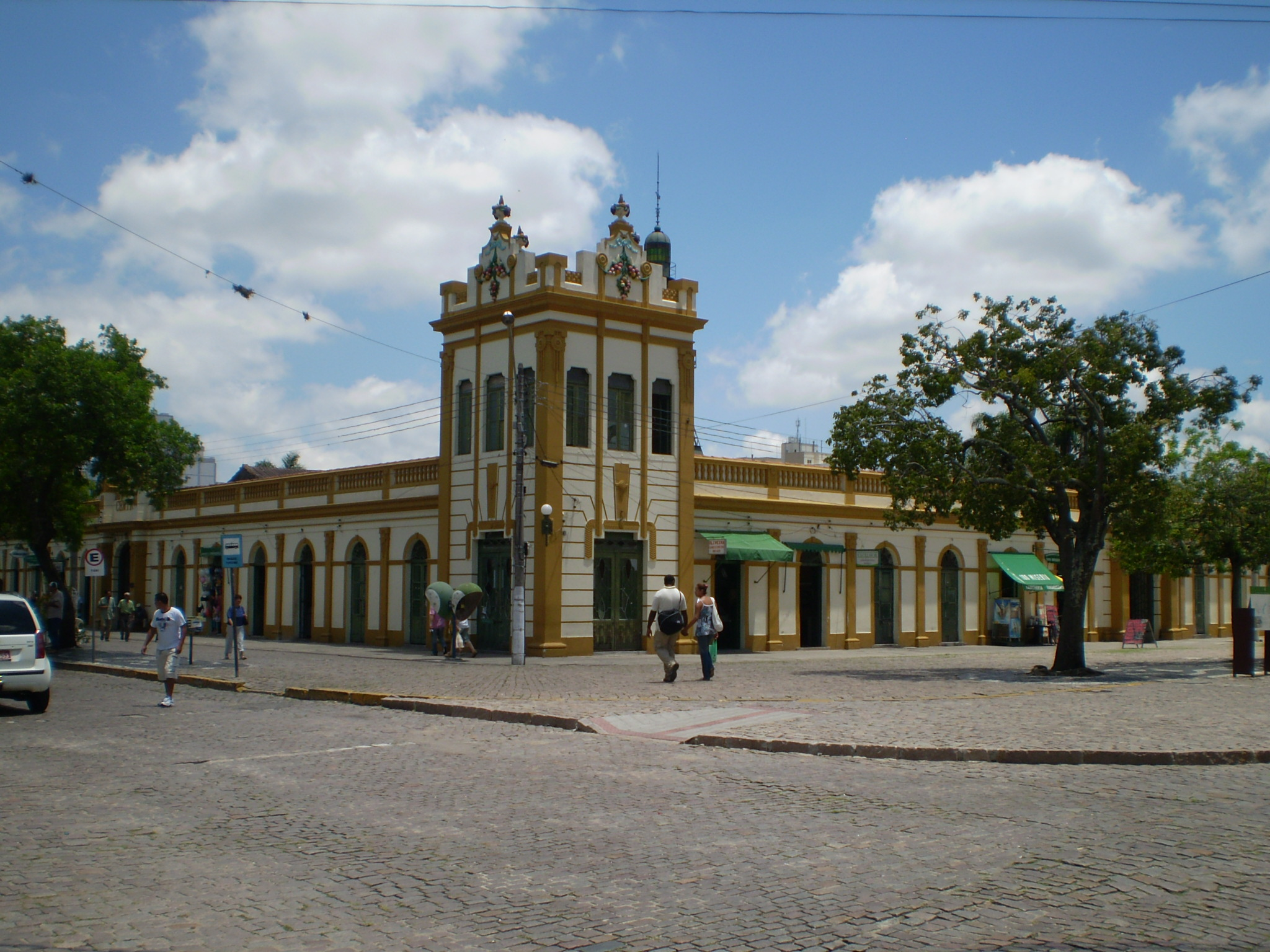
Mercado Público (marché public).
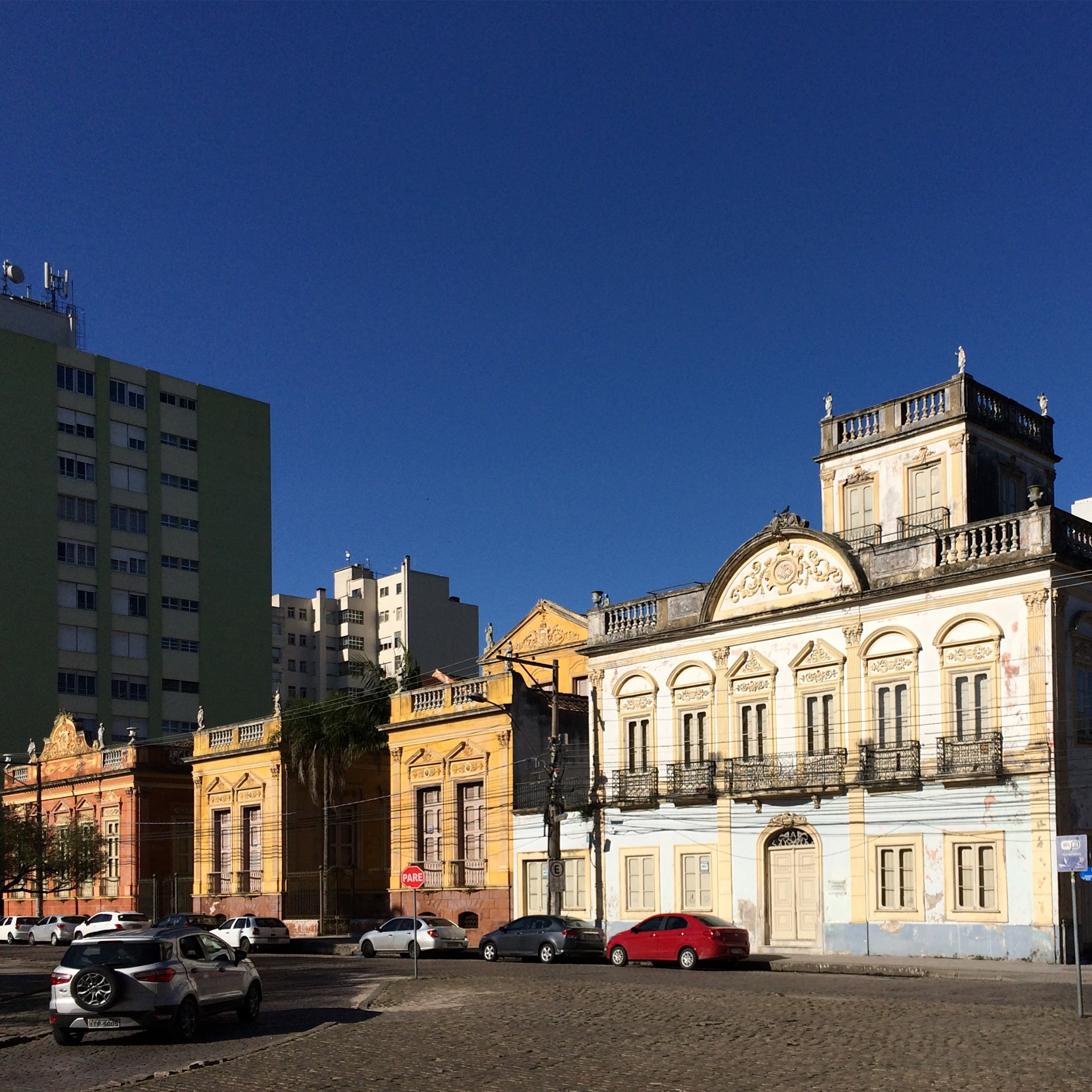
Maisons sur la place du colonel Pedro Osório.

## Économie
La municipalité a aussi une tradition de culture de pêches et d'asperges. La production de lait est très importante, faisant du lieu le plus grand producteur laitier du Rio Grande do Sul. Pelotas présente un commerce actif et diversifié avec de nombreux services et des petites, moyennes et grandes entreprises.
- Revenu par tête (2000) : R$ 345,20 (Change 2000 : R$1,00 = 4,00 FF)
Atlas du Développement Humain/PNUD
- PIB par tête (2003) : R$ 6.321 (Change 2003 : 1,00€ = R$ 3,00) Source : FEE

## Sport
La ville dispose de deux stades, le Stade Boca do Lobo, dans lequel évolue le principal club de football de la ville, l'Esporte Clube Pelotas, ainsi que le Stade Bento Freitas, dans lequel évolue le club de football du Brasil de Pelotas.

## Personnalités liées à Pelotas
- Daniel Carvalho (l983-), footballeur brésilien
- Michel Bastos (2 août 1983), y est né.
- Kleiton & Kledir, duo de chanteurs brésiliens

## Maires
| Période | Période | Identité                      | Étiquette | Qualité                          |
| ------- | ------- | ----------------------------- | --------- | -------------------------------- |
| 2000    | 2004    | Fernando Stephan Maroni       | PT        | élu avec 94 953 voix             |
| 2004    | 2008    | Bernardo Olavo Gomes de Souza | PPS       | élu avec 100 088 voix            |
| 2008    | 2012    | Adolfo Antonio Fetter Junior  | PP        |                                  |
| 2013    | 2016    | Eduardo Leite                 | PSDB      | élu avec 110 823 voix (57,15 %)  |
| 2017    | 2020    | Paula Schild Mascarenhas      | PSDB      | élue avec 112 358 voix (59,86 %) |

## Jumelages
La ville de Pelotas est jumelée avec Cidades- irmãs de Pelotas terão espaço na Fenadoce :
- Suzu (Japon)
- Aveiro (Portugal)
- Colonia del Sacramento (Uruguay)
- Aracati (Brésil)

## Démographie
- Espérance de vie : 69,91 ans (2000) Source : FEE
- Coefficient de mortalité infantile (2005) : 19,88 pour 1 000 Source : FEE
- Taux d’analphabétisme (2000) : 6,25 %Source : Source : FEE
- Croissance démographique (2005) : 1,20 % par an
- Indice de Développement Humain (IDH) : 0,816
Source : Atlas du Développement Humain PNUD - 2000
- 52,55 % de femmes
- 47,45 % d'hommes
- 93,17 % de la population est urbaine
- 6,83 % de la population est rurale